# Andrea Clausen (política)
Andrea Patricia Clausen (nacida en 1971 en Guisborough, Reino Unido) es una política de las Islas Malvinas de origen británico que se desempeñó como miembro de la Asamblea Legislativa por la circunscripción de Puerto Argentino/Stanley desde 2005 hasta 2009. Clausen fue elegida como miembro del Consejo Legislativo, que era la antigua denominación de la Asamblea Legislativa hasta la aplicación de la Constitución de 2009.
Clausen nació en Inglaterra y creció en las Islas Malvinas después de que su familia se trasladó a las islas cuando tenía tres años. A continuación, estudió Biología Marina en la Universidad de Bangor, donde obtuvo un doctorado en la materia. Clausen se trasladó de nuevo a las Malvinas para trabajar como Oficial Científico para la Conservación de las Malvinas.
Clausen fue elegida para el Consejo Legislativo en las elecciones generales de 2005, pero perdió su asiento cuatro años después en las elecciones generales de 2009.